# حشيشة (المحفد)

تعديل مصدري - تعديل

حشيشة هي إحدى قرى عزلة المحفد بمديرية المحفد التابعة لمحافظة أبين، بلغ تعداد سكانها 103 نسمة حسب تعداد اليمن لعام 2004.